# Alan Webster Neill
Pour les articles homonymes, voir Alan Neill et Neill.
Alan Webster Neill (6 octobre 1868-7 juillet 1960) est un homme politique canadien de la Colombie-Britannique. Il est député fédéral progressiste-indépendant pour la circonscription britanno-colombienne de Comox—Alberni de 1921 à 1945.
Il est aussi député provincial du conservateur pour la circonscription britanno-colombienne de Alberni de 1898 à 1903.

## Biographie
Né à Montrose en Écosse, Neill s'installe dans la vallée d'Alberni en 1891 et devient agriculteur, ainsi que propriétaire de la Pioneer Feed Store. De 1908 à 1911, il est agent indien pour la côte ouest de l'île de Vancouver afin de faire appliquer les politiques fédérales en matière d'assimilation et du système de pensionnat autochtones.
À la suite de son passage à l'Assemblée législative de la Colombie-Britannique, Neill sert comme conseiller dans le premier conseil municipal de la ville d'Alberni dès 1912 et comme maire de 1916 à 1917,.
Député fédéral, Neill est un ardent opposant à l'immigration asiatique et japonaise afin de préserver une province blanche. En mars 1922, il élabore quatre priorité dont une opposition au gouvernement Meighen, une abolition des permis de pêche à la senne coulissante et au casier, la  distribution de licences de pêche uniquement aux sujets britanniques blancs et une absolu exclusion de l'immigration asiatique.
Membre de la ligue anti-asiatique, il se bat contre les droits des Nippo-Canadiens et Sino-Canadiens durant les années 1920. Durant la Seconde Guerre mondiale, il est un ardent défenseur de l'internement des Japonais-canadiens. Durant un discours, il décrit ces individus comme un cancer, comme une population non assimilable et qu'ils devraient être déportés à la fin du conflit mondial.
Une école et la Neill Street de Port Alberni sont nommées en son honneur. Toutefois, l'école A.W. Neill est renommée en février 2020. 